# Дольче
Дольче (італ. Dolcé, вен. Dolcé) — муніципалітет в Італії, у регіоні Венето,  провінція Верона.
Дольче розташоване на відстані близько 440 км на північ від Рима, 120 км на захід від Венеції, 22 км на північний захід від Верони.
Населення — 2624 особи (2014).
Щорічний фестиваль відбувається 13 грудня. Покровитель — Santa Lucia.

## Демографія
Населення за роками:

Станом на 1 січня 2023 року в муніципалітеті офіційно проживало 298 іноземців з 29 країн, серед них 92 громадяни країн Євросоюзу.

## Сусідні муніципалітети
- Авіо
- Брентіно-Беллуно
- Фумане
- Риволі-Веронезе
- Сант'Амброджо-ді-Вальполічелла
- Сант'Анна-д'Альфаедо